# Guvernör över Vatikanstaten

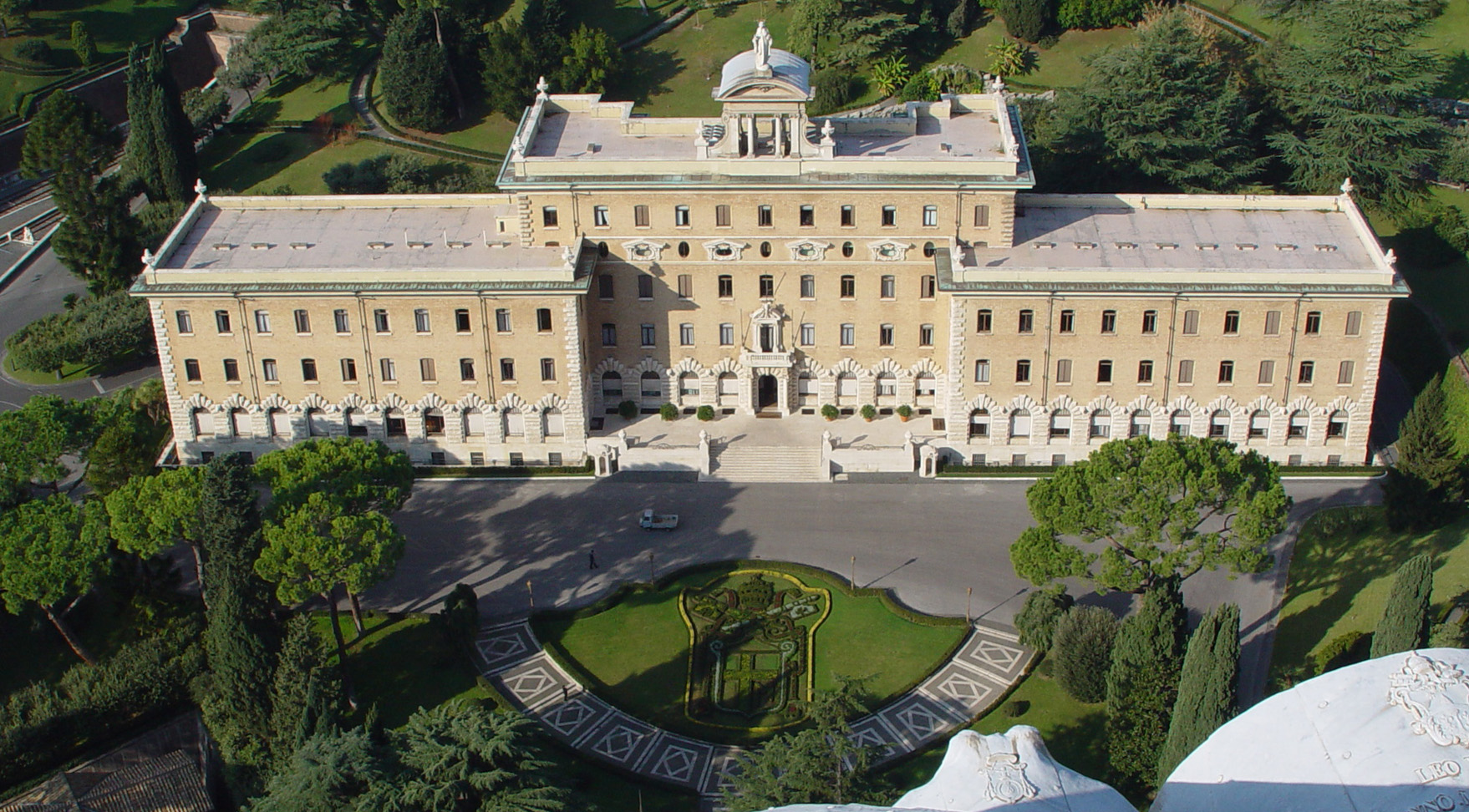
Guvernörens säte i Vatikanstaten.

Guvernör över Vatikanstaten (latin Gubernatoratus Civitatis Vaticanae) är det ämbete som innehar den verkställande makten över Vatikanstatens myndigheter, och fungerar på detta sätt som stadsstatens regeringschef. Mellan 1929 och 1952 innehade markis Camillo Serafini ämbetet, och därefter har det utövats i en kommission under ledning av ordföranden för Påvliga kommissionen för Vatikanstaten.
Regeringschefen som betitlas Ordförande för Vatikanstatens guvernorat (italienska Presidente del Governatorato dello Stato della Città del Vaticano) är kardinal och utnämns på femårigt mandat av påven, som är statschef. Regeringschef sedan den 1 oktober 2021 är ärkebiskop Fernando Vérgez Alzaga (som kommer att upphöjas till kardinal den 27 augusti 2022).

## Lista över ordförande för Vatikanstatens guvernorat
- Nicola Canali: 1952–1961
- Amleto Giovanni Cicognani: 1961–1969
- Jean-Marie Villot: 1969–1979
- Agostino Casaroli: 1979–1984
- Sebastiano Baggio: 1984–1990
- Rosalio José Castillo Lara: 1990–1997
- Edmund Szoka: 1997–2006
- Giovanni Lajolo: 2006–2011
- Giuseppe Bertello: 2011–2021
- Fernando Vérgez Alzaga: 2021–